# Operation: Mindcrime II
Operation: Mindcrime II è il nono album dei Queensrÿche. Pubblicato nel 2006, rappresenta un concept album la cui trama è la naturale prosecuzione di Operation: Mindcrime.

## Tracce
Testi e musiche di Geoff Tate.
1. Freiheit Overtüre – 1:35
2. Convict – 0:08
3. I'm American – 2:53
4. One Foot in Hell – 4:12
5. Hostage – 4:29
6. The Hands – 4:36
7. Speed of Light – 3:12
8. Signs Say Go – 3:16
9. Re-Arrange You – 3:11
10. The Chase – 3:09
11. Murderer? – 4:33
12. Circles – 2:58
13. If I Could Change It All – 4:27
14. An Intentional Confrontation – 2:32
15. A Junkie's Blues – 3:41
16. Fear City Slide – 4:58
17. All the Promises – 5:10

## Formazione
- Geoff Tate – voce di Nikki
- Michael Wilton – chitarra
- Mike Stone – chitarra
- Eddie Jackson – basso
- Scott Rockenfield – batteria

Altri musicisti
- Ronnie James Dio – voce del Dr. X
- Pamela Moore – voce di Sister Mary
- Miranda Tate – voce narrante

## Classifiche
| Classifica (2006)          | Posizione massima |
| -------------------------- | ----------------- |
| Belgio (Fiandre)           | 97                |
| Finlandia                  | 26                |
| Germania                   | 51                |
| Italia                     | 53                |
| Norvegia                   | 27                |
| Paesi Bassi                | 35                |
| Regno Unito (rock & metal) | 3                 |
| Stati Uniti                | 14                |
| Stati Uniti (rock)         | 4                 |
| Stati Uniti (tastemaker)   | 7                 |
| Svezia                     | 18                |
| Svizzera                   | 59                |